# Manaraii Porlier
Manaraii Porlier (1º dicembre 1989) è un calciatore francese nato a Tahiti, attaccante dell'Excelsior.

## Carriera

### Club
Ha segnato 2 reti in altrettante presenze nella OFC Champions League 2020.

## Palmarès

### Nazionale
Coppa d'Oceania: 1 
2012